# Тісдейл (Юта)
Тісдейл (англ. Teasdale) — переписна місцевість (CDP) в США, в окрузі Вейн штату Юта. Населення — 140 осіб (2020).

## Географія
Тісдейл розташований за координатами 38°17′6″ пн. ш. 111°28′20″ зх. д. / 38.28500° пн. ш. 111.47222° зх. д. (38.285086, -111.472357).  За даними Бюро перепису населення США в 2010 році переписна місцевість мала площу 10,38 км², уся площа — суходіл.

## Демографія
Згідно з переписом 2010 року, у переписній місцевості мешкала 191 особа в 79 домогосподарствах у складі 52 родин. Густота населення становила 18 осіб/км².  Було 123 помешкання (12/км²).
Расовий склад населення:
| - 95,3 % — білих - 2,6 % — корінних американців - 1,0 % — азіатів - 0,5 % — вихідців з тихоокеанських островів |

До двох чи більше рас належало 0,5 %. Частка іспаномовних становила 1,6 % від усіх жителів.
За віковим діапазоном населення розподілялося таким чином: 26,2 % — особи молодші 18 років, 57,6 % — особи у віці 18—64 років, 16,2 % — особи у віці 65 років та старші. Медіана віку мешканця становила 43,2 року. На 100 осіб жіночої статі у переписній місцевості припадало 101,1 чоловіків;  на 100 жінок у віці від 18 років та старших — 113,6 чоловіків також старших 18 років.
Середній дохід на одне домашнє господарство  становив 29 678 доларів США (медіана — 26 989), а середній дохід на одну сім'ю — 33 528 доларів (медіана — 27 443). За межею бідності перебувало 6,1 % осіб, у тому числі 0,0 % дітей у віці до 18 років та 16,3 % осіб у віці 65 років та старших.
Цивільне працевлаштоване населення становило 63 особи. Основні галузі зайнятості: будівництво — 58,7 %, освіта, охорона здоров'я та соціальна допомога — 30,2 %, мистецтво, розваги та відпочинок — 11,1 %.